# Sacrum Profanum (album kwartetu Adama Bałdycha)
Sacrum Profanum – album kwartetu jazzowego Adama Bałdycha wydany 29 marca 2019 przez ACT Music (nr kat. ACT 9881-2). Nominacja do Fryderyka 2020.

## Lista utworów
| Sacrum Profanum – 2019 | Sacrum Profanum – 2019             | Sacrum Profanum – 2019 | Sacrum Profanum – 2019 |
| Nr                     | Tytuł utworu                       | Muzyka                 | Długość                |
| ---------------------- | ---------------------------------- | ---------------------- | ---------------------- |
| 1.                     | „Spem in alium”                    | Thomas Tallis          | 1:14                   |
| 2.                     | „O virga ac diadema”               | Hildegarda z Bingen    | 2:48                   |
| 3.                     | „Profundis”                        | Adam Bałdych           | 4:39                   |
| 4.                     | „Concerto for Viola and Orchestra” | Sofija Gubajdulina     | 4:54                   |
| 5.                     | „Bogurodzica”                      | kompozytor nieznany    | 6:28                   |
| 6.                     | „Miserere”                         | Gregorio Allegri       | 3:30                   |
| 7.                     | „Repetition”                       | Adam Bałdych           | 3:04                   |
| 8.                     | „Longing”                          | Adam Bałdych           | 5:42                   |
| 9.                     | „Miracle of '87”                   | Adam Bałdych           | 5:06                   |
| 10.                    | „Jardin”                           | Adam Bałdych           | 2:11                   |
|                        |                                    |                        | 39:36                  |

## Adam Bałdych Quartet
- Adam Bałdych – skrzypce renesansowe
- Michał Barański – kontrabas
- Krzysztof Dys – fortepian, fortepian preparowany
- Dawid Fortuna – perkusja, bęben basowy, krotale